# Centrale thermique no 2 de Riga
La centrale thermique de Riga TEC 2, en russe : Рижская теплоэлектроцентраль № 2, letton : Rīgas otrā termoelektrocentrāle) est une centrale thermique de la ville de Riga en Lettonie.

## Localisation
Elle se situe à Riga, dans le village d'Atsone, rue Granita en Lettonie.

## Production
À la suite de la reconstruction en 2013, la capacité totale de cogénération de la centrale est de 544 MW, la puissance électrique en mode cogénération est de 832 MW et en mode condensation elle est de 881 MW. La capacité thermique totale du TEC-2, chaudières à eau chaude comprises, est de 1 124 MW. L'électricité produite est transmise au réseau électrique letton à une tension de 110 kV ; La chaleur produite est utilisée pour chauffer les quartiers et les entreprises de Riga via les réseaux de la société municipale de fourniture de chaleur Rīgas Siltums.

## liens internes
- Latvenergo.